# Iulian Păcioianu

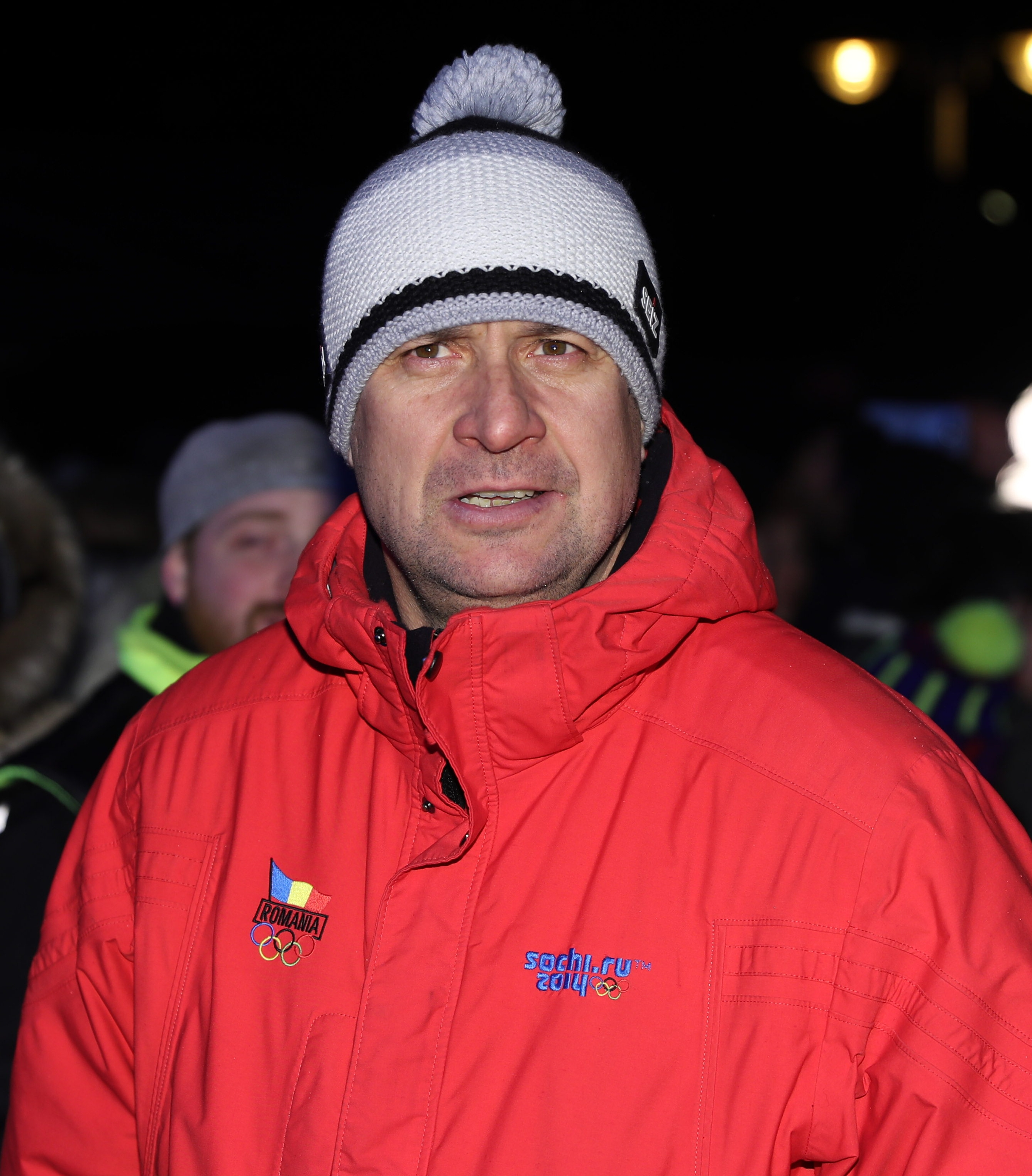
Iulian Păcioianu, 2020

Iulian Păcioianu (* 25. August 1970 in Pitești) ist ein ehemaliger rumänischer Bobfahrer.
Er nahm 1994 zum ersten Mal an den Olympischen Winterspielen teil. In Lillehammer war er Anschieber des rumänischen Viererbobs und erreichte mit Marian Chițescu, Mihai Dumitrașcu und Pilot Florin Enache den 23. Platz. Bei den Olympischen Winterspielen 1998 in Nagano landeten die Rumänen mit der identischen Bobbesetzung auf dem 27. Rang. 2002 nahm Păcioianu an seinen dritten Olympischen Winterspielen teil. In Salt Lake City erreichte der rumänische Viererbob mit Florin Enache, Adrian Duminicel, Iulian Păcioianu und Teodor Demetriad den 21. Platz.
Auch nach seiner aktiven Karriere blieb Păcioianu dem Bobsport treu und wurde Trainer. Er betreute die rumänischen Bobfahrer bei den Olympischen Spielen 2006, 2010, 2014 und 2018. Sein Sohn Mihai Păcioianu ist Skeletonfahrer und wurde 2014 in den rumänischen Nationalkader aufgenommen.